# Palais Brühl-Marcolini

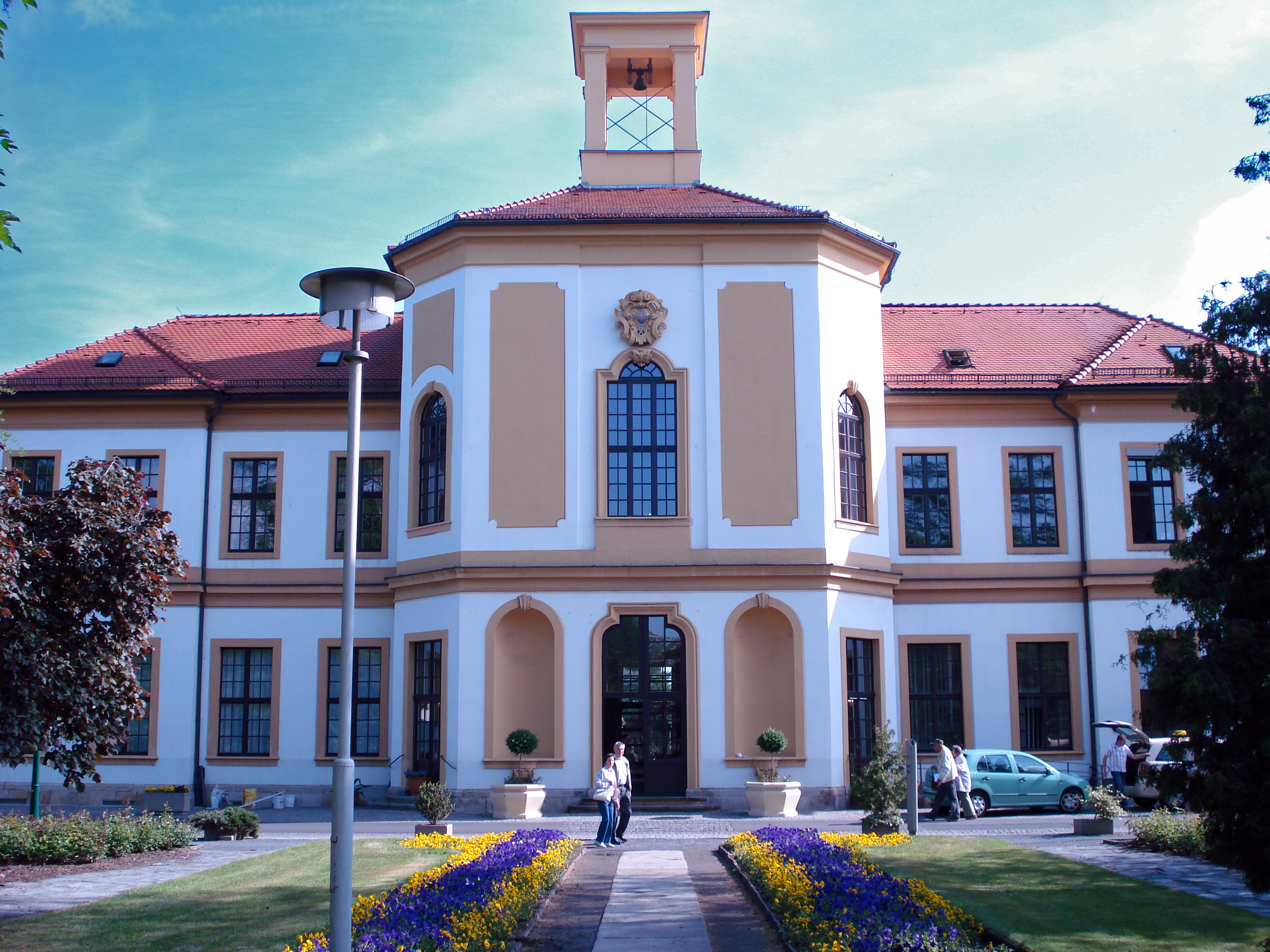
Palais heute – Krankenhaus Friedrichstadt

Das Palais Brühl-Marcolini ist ein ab 1727 errichtetes Gartenpalais in der ab 1670 bei Dresden angelegten Vorstadt Ostra im heutigen Stadtteil Friedrichstadt. Heute ist im Palais und in späteren An- und Neubauten auf seinem Grundstück das Krankenhaus Dresden-Friedrichstadt untergebracht.
Das Palais Brühl-Marcolini ist nicht zu verwechseln mit Marcolinis Jagdhaus im Waldschlösschenviertel und dem ehemaligen Palais Brühl an der Brühlschen Terrasse.

## Bauphasen

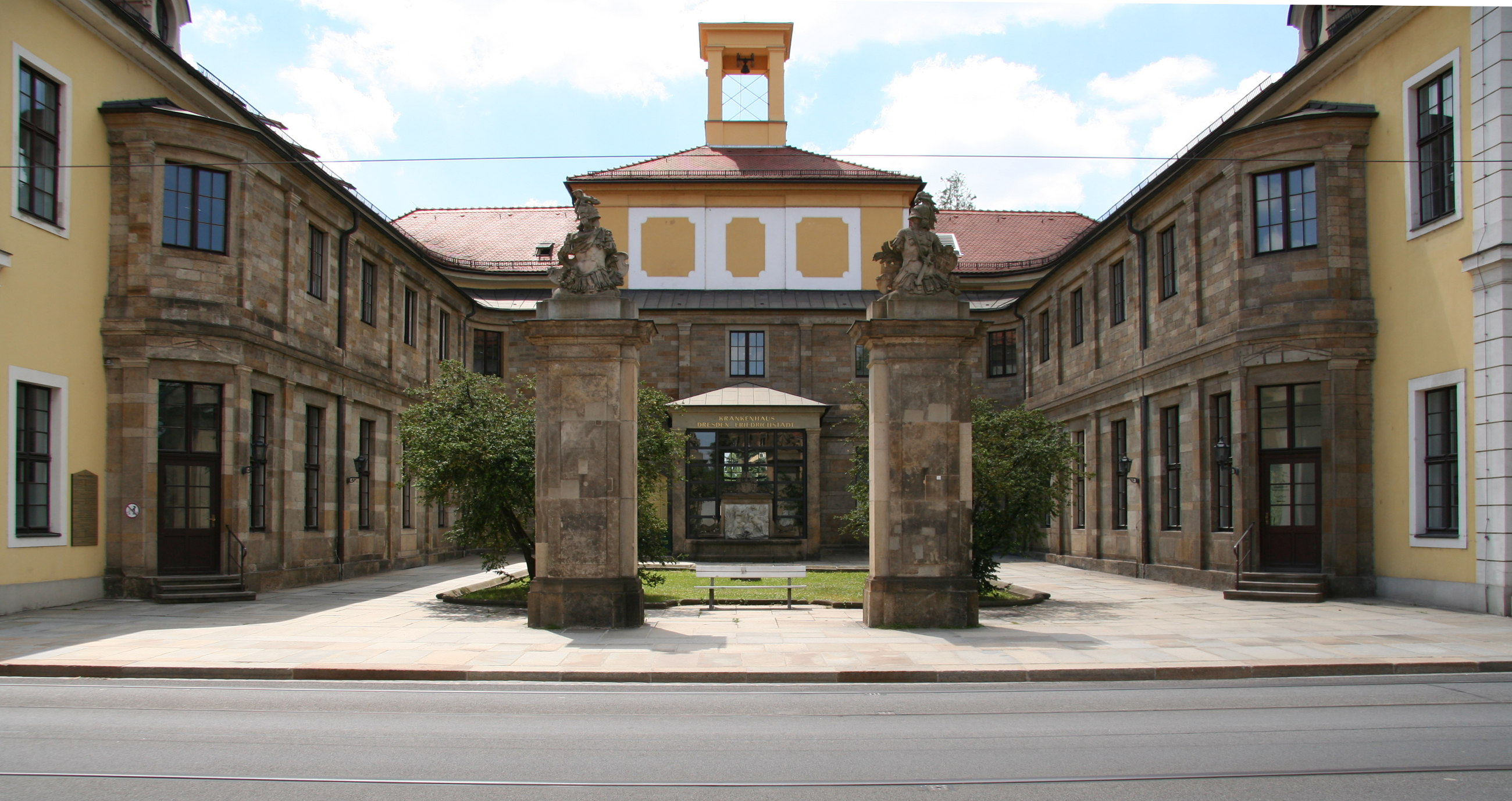
Eingang des Palais von der Friedrichstraße

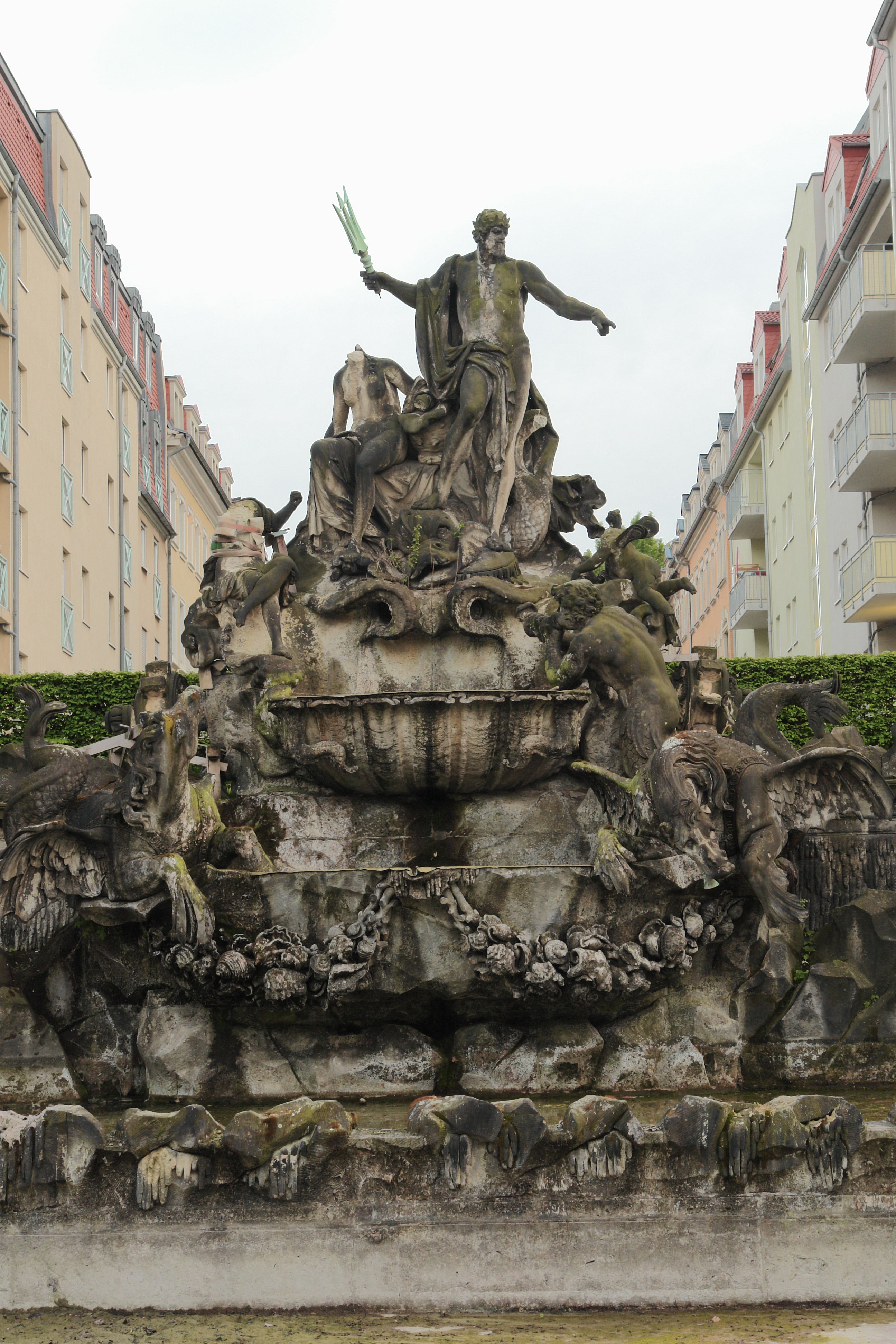
Neptunbrunnen

Schon im späten 17. Jahrhundert gab es an dieser Stelle einen herrschaftlichen Garten, der 1718 durch den Reichsgraf von Manteuffel gekauft wurde. 1726 erwarb August der Starke das Anwesen und schenkte es 1727 dem Prinzen Friedrich Ludwig von Württemberg-Winnental, dessen Gattin Gräfin Ursula Katharina Lubomirska eine Mätresse des Königs war. 1727/28 ließ sie vermutlich durch Johann Christoph von Naumann dort ein Gartenpalais mit zentraler achteckiger Gartenhalle und darüberliegendem Festsaal sowie kurzen Querflügeln an der späteren Friedrichstraße errichten.
1736 musste die Gräfin das Anwesen an Graf Heinrich von Brühl verkaufen, der sogleich das Palais durch Johann Christoph Knöffel durch Seitenflügel um einen Ehrenhof erweitern ließ. Die gartenseitige Hauptachse wurde durch die aufwändige Anlage des Neptunbrunnens abgeschlossen, der ab 1741 erbaut und 1744 durch Lorenzo Mattielli vollendet wurde.
Ab 1774 bauten Johann Daniel Schade und Johann Gottfried Kuntsch das Palais erneut um, diesmal für den neuen Besitzer Graf Camillo Marcolini. Um 1780 entstanden das sogenannte „chinesische“ und das „pompejanische“ Zimmer durch Johann Ludwig Giesel und Christian Traugott Weinlig. Der äußere Figurenschmuck wurde von Johann Baptist Dorsch und Thaddäus Ignatius Wiskotschill gefertigt. Dorsch schuf zwei Sandsteinlöwen am Hauptportal, zwei Hermen und das gräfliche Wappen; Wiskotschill Laternen, weitere Hermen und Gartenfiguren, die später in der Bürgerwiese aufgestellt wurden. Durch die Luftangriffe auf Dresden 1945 wurden diese Skulpturen teilweise beschädigt.
Im Jahr 1835 richtete der neue Besitzer Stadtrat Carl Ernst Werner Mietwohnungen im Palais ein. Zu den Mietern zählten unter anderem der Bildhauer Ernst Julius Hähnel und der Komponist Richard Wagner.

## Heutige Situation

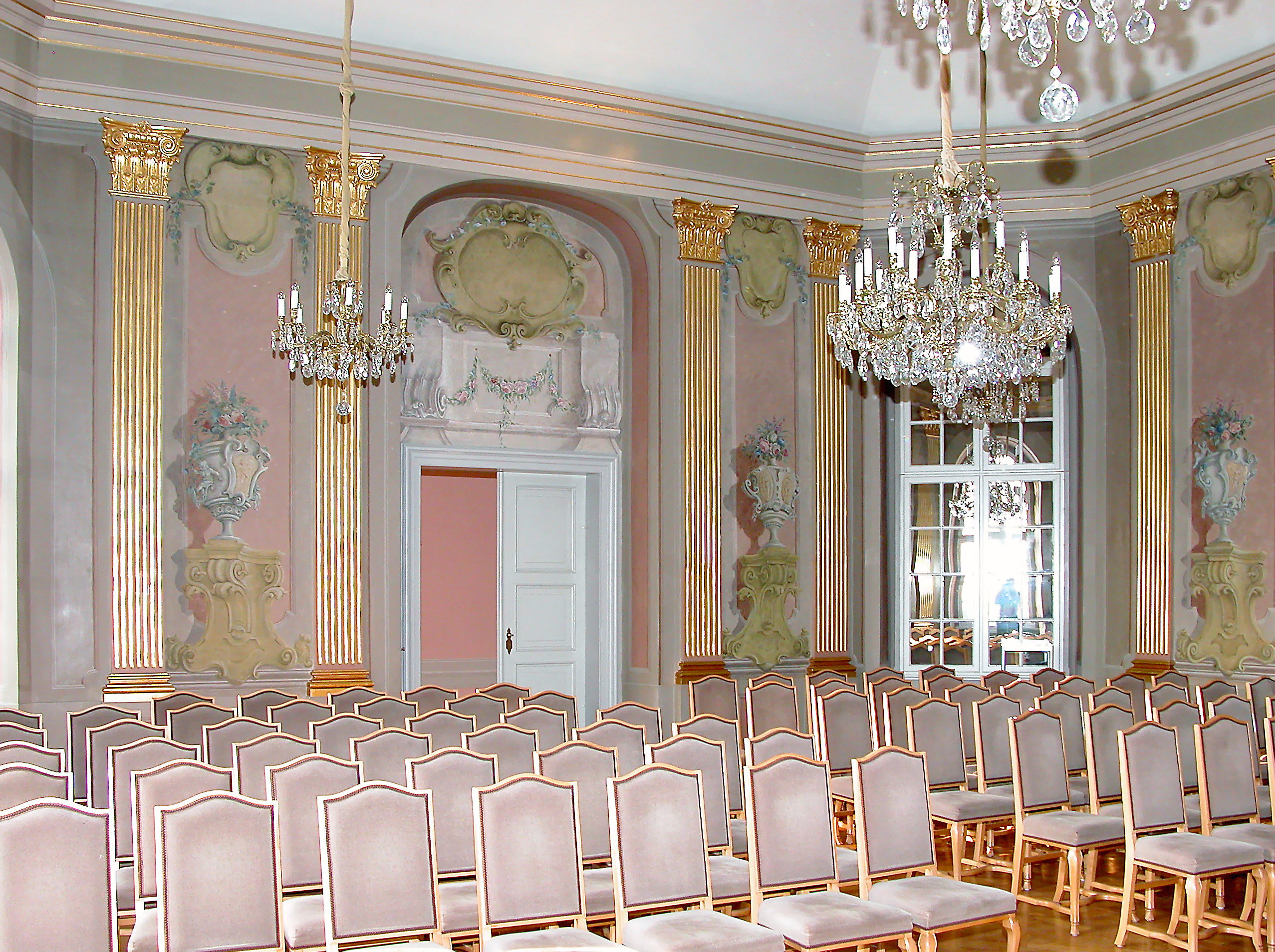
Festsaal im Palais

Heute sind das barocke Palaisgebäude mit Chinesischem und Pompejanischem Zimmer erhalten. Die Malereien im Pompejanischen Zimmer stammen von Johann Ludwig Giesel. Seit 1849 ist das Krankenhaus Dresden-Friedrichstadt im Palais untergebracht. Dazu wurden Ergänzungsbauten und Umbauten vorgenommen, dadurch gingen der Französische Garten und die Hauptachse verloren.

## Historische Ereignisse im Palais
Am 10. Juni 1813 bezog Napoleon Bonaparte das Palais. Hier kam es am 26. Juni 1813 zu einem Treffen mit Fürst Metternich. Metternichs Versuch, Napoleon zu Zugeständnissen in Polen, Preußen, Norddeutschland und Illyrien zu bewegen, scheiterte. Das Kaiserreich Österreich trat daher am 11. August 1813 in den Krieg ein, und im Bündnisvertrag von Teplitz vom 9. September 1813 wurde als Kriegsziel die Wiederherstellung des europäischen Gleichgewichts festgelegt.

## Nachweise
1. ↑  Grundrisszeichnung um 1736 im Landesamt für Denkmalpflege
2. ↑  Dazu auch Wolfram Siemann: Metternich. Staatsmann zwischen Restauration und Moderne. C. H. Beck Verlag, München, 2010,  127 Seiten. ISBN 9783406587849